# Петер Маркі-Зай
Петер Маркі-Зай (угор. Péter Márki-Zay, МФА: [peːtɛɾ maːɾkizɒji]; нар. 9 травня 1972, Годмезевашаргей) — угорський політик, маркетолог, економіст та електротехнік, мер міста Годмезевашаргей з 2018 року, співзасновник руху «Угорщина для кожного». Як переможець праймериз опозиції та кандидат у прем'єр-міністри від опозиційних партій на парламентських виборах в Угорщині 2022 року, протистояв чинному прем'єр-міністру Вікторові Орбану, якому програв.

## Біографія
Народився в Годмезевашаргеї в набожній і консервативній родині вчителя фізики та хімікині. З 1990 до 1993 року навчався в Коледжі торгівлі та гостинності за спеціальністю «маркетинг». У 1993—1996 рр. навчався в Університеті Корвіна за спеціальністю «міжнародна економіка, технології та політичні науки». З 1997 до 2001 року навчався в Обудському університеті за спеціальностю «електротехніка». У 2001—2005 рр. вивчав історію економіки в Католицькому університеті Петера Пазманя, здобув ступінь доктора філософії.

## Кар'єра

### Рання кар'єра
Із серпня 1996 року до липня 2001 року працював менеджером з обслуговування клієнтів та менеджером проєктів у компанії Demasz, з 1996 до 2001 року — менеджером із маркетингу в компанії Kontavill-Legrand. 2004 року разом із дружиною та п'ятьма дітьми переїхав до Канади, за два з половиною року — до США, а 2009 року повернувся до Годмезевашаргею із дружиною та вже сімома дітьми.
Із вересня 2009 до січня 2014 року викладав маркетинговий менеджмент у Сегедському університеті. У квітні 2010 року розпочав працювати у компанії-постачальнику електроенергії EDF Démász, до листопада 2013 року перебував на посаді керівника стратегій та регулювання, а з листопада 2013 до квітня 2016 — на посаді керівника центру обслуговування клієнтів. Із квітня 2016 до грудня 2017 обіймав посаду менеджера з маркетингу та внутрішньої логістики у Legrand Hungary.

### Політична кар'єра
2018 року оголосив, що балотуватиметься на посаду мера Годмезевашаргея після смерти попереднього мера Іштвана Алмасі. Його підтримали опозиційні Угорська соціалістична партія, партії «Політика може бути іншою» та «Йоббік». Попри те, що в місті довгий час домінувала партія прем'єр-міністра Віктора Орбана «Фідес», Маркі-Зай переміг кандидата від «Фідесу» Золтана Хегіду, отримавши 13 076 (57,5 %) голосів виборців проти 9 468 (41,6 %) у Хегіду. Склав присягу 3 березня 2018. Він став першим за понад 20 років мером не від партії «Фідес».
2018 року заснував рух «Угорщина для кожного» (угор. Mindenki Magyarországa Mozgalom, MMM) з метою подальшої співпраці між опозиційними партіями.
2021 року Маркі-Зай повідомив про намір брати участь у парламентських виборах 2022. У першому турі праймериз опозиції, яка вперше вирішила об'єднатись та висунути єдиного кандидата, здобув 20 % голосів та посів третє місце після Клари Добрев, кандидата від Ліберально-демократичної коаліції і віцепрезидента Європейського парламенту, яка здобула 34 %, та мера Будапешта Гергеля Корачоня, підтримуваного Угорською соціалістичною партією і двома меншими зеленими партіями, який здобув з 27 %. Утім, Корачонь відмовився від участі у кампанії на посаду єдиного кандидата від опозиції та підтримав Маркі-Зая. У другому турі праймериз, у яких загалом взяли участь 850 тис. угорців, здобув 57 % голосів, Клара Добрев — 43 %.
Маркі-Зай називає себе колишнім виборцем «Фідесу», обстоює проєвропейський курс Угорщини, та обіцяє скасувати ухвалену командою Орбана нову Конституцію Угорщини, а також — налагодити відносини Угорщини з ЄС, переглянути укладені за часів Орбана угоди з Росією та Китаєм.
На мітингу опозиції заявив, що у разі його обрання його уряд розробить нову конституцію, придушить корупцію, запровадить євро та гарантує свободу ЗМІ.
На виборах, що відбулись 3 квітня 2021 року, альянс опозиції «Об'єднані для Угорщини, який очолив Маркі-Зай після праймериз, здобув 34,44%, а альянс Фідес—ХДНП — 54,13%.
16 травня 2022 року оголосив про створення Громадянської партії.

## Приватне життя
Одружений, має семеро дітей. Католик-практик, розмовляє англійською, німецькою та французькою мовами.